# 세메스테네
세메스테네(Semestene)는 이탈리아 사르데냐 주 사사리도에 있는 코무네 (지자체)로, 칼리아리 북쪽으로 약 140 킬로미터 (87 mi), 사사리 남동쪽으로 약 40 킬로미터 (25 mi) 떨어져 있다. 2004년 12월 31일 기준으로 인구는 206명이고 면적은 39.8 제곱킬로미터 (15.4 mi2)이다.
세메스테네는 다음 지자체들과 접해 있다: 보노르바, 코소이네, 마코메르, 포초마조레, 신디아.